# Mongane Wally Serote

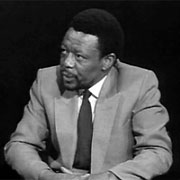
Mongane Wally Serote

Mongane Wally Serote (Sophiatown, 8 maggio 1944) è uno scrittore e poeta sudafricano legato al movimento di lotta al regime dell'apartheid.

## Biografia
Serote nacque a Sophiatown, una township dell'area di Johannesburg. Studiò ad Alexandra (nel Gauteng), nel Lesotho e a Soweto. Mentre frequentava le scuole superiori a Soweto entrò in contatto con il movimento di lotta all'apartheid, e in particolare con la Black Consciousness. In questo periodo iniziò a comporre poesie su temi legati all'attivismo politico, allo sviluppo dell'identità nera, e alla resistenza anche violenta all'oppressione del popolo africano da parte del governo dei bianchi. Nel 1969 venne arrestato in base alle disposizioni del decreto noto come Terrorism Act; rimase in carcere per nove mesi, per essere poi rilasciato senza accuse. 
Le sue opere, inizialmente pubblicate da riviste letterarie, furono raccolte nel 1972 nella sua prima antologia, Yakhal'Inkomo. Nel 1973 vinse il premio per la poesia . 
Dopo il carcere si trasferì a New York, dove riprese gli studi laureandosi alla Columbia University nel 1979. Dopo la laurea iniziò a lavorare per conto dell'African National Congress (ANC) di Nelson Mandela, prima a Gaborone (Botswana) e poi a Londra.
Dopo la caduta dell'apartheid entrò nel comitato per l'arte e la cultura del governo sudafricano. Attualmente è direttore del Freedom Park di Pretoria, un parco dedicato alla cultura sudafricana. 

## Premi letterari
- Premio Ingrid Jonker per la poesia, 1973
- Premio Noma (1993)[1]
- Premio Paolo Neruda (2004)

## Opere

### Poesia
- Yakhal'inkomo (1972)
- Tsetlo (1974)
- No Baby Must Weep (1975)
- Behold Mama, Flowers (1978)
- The Night Keeps Winking (1982)
- A Tough Tale (1987)
- Third World Express (1992)
- Come and Hope With Me (1994)
- Freedom Lament and Song (1997)
- History is the Home Address (2004)
- City Johannesburg
- Motivated by Death

### Romanzi
- To Every Birth Its Blood (1981)
- Gods of Our Time (1999)
- Scatter the Ashes and Go (2002)

### Saggi
- On the Horizon (1990)